# Eleições gerais no Uruguai em 2014
As eleições gerais foram realizadas no Uruguai em 26 de outubro de 2014, juntamente com um referendo constitucional. Como nenhum candidato à presidência recebeu a maioria absoluta no primeiro turno de votação, ocorreu um segundo turno em 30 de novembro. As eleições primárias para determinar o candidato presidencial de cada partido foram realizadas em 1º de junho.
O presidente em exercício José Mujica estava inelegível para concorrer devido a um limite constitucional de servir mandatos consecutivos. A Frente Ampla nomeou o ex-Presidente Tabaré Vázquez como candidato, com Vázquez derrotando Lacalle Pou do Partido Nacional no segundo turno pela maior margem desde que o sistema de turnos foi implementado pela primeira vez em 1999. A Frente Ampla também manteve a maioria na Câmara dos Deputados, conquistando 50 dos 99 assentos.

## Sistema eleitoral
O presidente foi eleito usando o sistema de duas rodadas, sendo necessário um segundo turno se nenhum candidato receber 50% dos votos no primeiro turno. Os 30 membros do Senado foram eleitos por representação proporcional em um único círculo eleitoral em todo o país. Os 99 membros da Câmara dos Representantes foram eleitos por representação proporcional em 19 círculos eleitorais com múltiplos membros, com base nos departamentos. Os assentos são alocados usando o método das médias mais altas.
As eleições foram realizadas usando o método do voto duplo simultâneo, pelo qual os eleitores votavam um único voto no partido de sua escolha para a Presidência, o Senado e a Câmara dos Representantes.

## Candidatos
As primárias presidenciais foram realizadas em 1º de junho para selecionar os candidatos.
| Partido | Partido                                  | Partido | Candidato | Candidato        | Ideologia                                 | Resultado anterior | Resultado anterior | Apto? |
| Partido | Partido                                  | Partido | Candidato | Candidato        | Ideologia                                 | Votos (%)          | Cadeiras           | Apto? |
| ------- | ---------------------------------------- | ------- | --------- | ---------------- | ----------------------------------------- | ------------------ | ------------------ | ----- |
|         | Frente Ampla                             | FA      |           | Tabaré Vázquez   | Social democracia, Socialismo democrático | 49,34 / 100        | 50 / 99 16 / 30    | Sim   |
|         | Partido Nacional                         | PN      |           | Lacalle Pou      | Conservadorismo, Democracia cristã        | 29,90 / 100        | 30 / 99 9 / 30     | Sim   |
|         | Partido Colorado                         | PC      |           | Pedro Bordaberry | Liberalismo                               | 17,51 / 100        | 17 / 99 5 / 30     | Sim   |
|         | Partido Independente                     | PI      |           | Pablo Mieres     | Social democracia, Democracia cristã      | 2,56 / 100         | 2 / 99 0 / 30      | Sim   |
|         | Unidade Popular                          | UP      |           | Gonzalo Abella   | Marxismo                                  | 0,69 / 100         | 0 / 99 0 / 30      | Sim   |
|         | Partido Ecologista Radical Intransigente | PERI    |           | César Vega       | Liberalismo verde                         | Não concorreu      | Não concorreu      | Sim   |
|         | Partido dos Trabalhadores                | PT      |           | Rafael Fernández | Trotskismo                                | Não concorreu      | Não concorreu      | Sim   |

## Campanha
Havia cerca de 250.000 novos eleitores nesta eleição, muitos deles não acostumados à mídia tradicional. Os gerentes de campanha e os agentes de publicidade perceberam essa nova tendência e implementaram uma parte importante de sua campanha nas mídias sociais.

## Pesquisas
| Instituto | Data     | Entrevis- tados | Tabaré Vázquez |                | Pedro Bordaberry |           |           | Não sabe |     |    |   |     |
| Instituto | Data     | Entrevis- tados | Vázquez FA     | Lacalle Pou PN | Bordaberry PC    | Mieres PI | Abella UP | Não sabe |     |    |   |     |
| --------- | -------- | --------------- | -------------- | -------------- | ---------------- | --------- | --------- | -------- | --- | -- | - | --- |
| Instituto | Data     | Entrevis- tados | Cifra          | 10-21/07/13    | 1.021            | 43%       | 25%       | Não sabe | 14% | 2% | - | 16% |
| Mori      | 21/12/13 | -               | 44%            | 25%            | 14%              | 2%        | -         | 11%      |     |    |   |     |
| Cifra     | 19/02/14 | 1.000           | 45%            | 28%            | 15%              | -         | -         | -        |     |    |   |     |

## Resultados
| Candidato        | Candidato        | Partido                                  | Partido          | 1º Turno  | 1º Turno     | 2º Turno  | 2º Turno     | Assentos | Assentos | Assentos | Assentos |
| Candidato        | Candidato        | Partido                                  | Partido          | Votos     | %            | Votos     | %            | Câmara   | +/-      | Senado   | +/-      |
| ---------------- | ---------------- | ---------------------------------------- | ---------------- | --------- | ------------ | --------- | ------------ | -------- | -------- | -------- | -------- |
|                  | Tabaré Vázquez   | Frente Ampla                             | FA               | 1.134.187 | 49,45 / 100  | 1.226.105 | 56,50 / 100  | 50       | 0        | 15       | -1       |
|                  | Lacalle Pou      | Partido Nacional                         | PN               | 732.601   | 31,94 / 100  | 939.074   | 43,50 / 100  | 32       | +2       | 10       | +1       |
|                  | Pedro Bordaberry | Partido Colorado                         | PC               | 305.699   | 13,33 / 100  |           |              | 13       | -4       | 4        | -1       |
|                  | Pablo Mieres     | Partido Independente                     | PI               | 73.379    | 3,20 / 100   | 3         | +1           | 1        | +1       |          |          |
|                  | Gonzalo Abella   | Unidade Popular                          | UP               | 26.869    | 1,17 / 100   | 1         | +1           | 0        | 0        |          |          |
|                  | César Vega       | Partido Ecologista Radical Intransigente | PERI             | 17.835    | 0,78 / 100   | 0         | Novo         | 0        | Novo     |          |          |
|                  | Rafael Fernández | Partido dos Trabalhadores                | PT               | 3.218     | 0,14 / 100   | 0         | -            | 0        | -        |          |          |
|                  |                  |                                          |                  |           |              |           |              |          |          |          |          |
| Votos válidos    | Votos válidos    | Votos válidos                            | Votos válidos    | 2.293.788 | 96,70 / 100  | 2.197.309 | 94,66 / 100  |          |          |          |          |
| Votos brancos    | Votos brancos    | Votos brancos                            | Votos brancos    | 44.688    | 1,88 / 100   | 63.591    | 2,74 / 100   |          |          |          |          |
| Votos nulos      | Votos nulos      | Votos nulos                              | Votos nulos      | 33.419    | 1,41 / 100   | 60.042    | 2,59 / 100   |          |          |          |          |
| Votos observados | Votos observados | Votos observados                         | Votos observados | 222       | 0,01 / 100   | 433       | 0,02 / 100   |          |          |          |          |
| Votos totais     | Votos totais     | Votos totais                             | Votos totais     | 2.372.117 | 100,00 / 100 | 2.321.375 | 100,00 / 100 |          |          |          |          |
|                  |                  |                                          |                  |           |              |           |              |          |          |          |          |
| Participação     | Participação     | Participação                             | Participação     | 2.372.117 | 90,51 / 100  | 2.321.375 | 88,58 / 100  |          |          |          |          |
| Abstenção        | Abstenção        | Abstenção                                | Abstenção        | 248.674   | 9,49 / 100   | 299.416   | 11,42 / 100  |          |          |          |          |
| Eleitorado       | Eleitorado       | Eleitorado                               | Eleitorado       | 2.620.791 | 100,00 / 100 | 2.620.791 | 100,00 / 100 |          |          |          |          |
|                  |                  |                                          |                  |           |              |           |              |          |          |          |          |
| Fonteː           |                  |                                          |                  |           |              |           |              |          |          |          |          |